# Dagmar Waldner
Clary Mary Dagmar Waldner, född Andersson 24 november 1871 i Göteborg, död 4 augusti 1940 i Stockholm, var en svensk föreläsare, skådespelare och författare. Hon spelade Odens gemål i En vikingafilm (1922), och skrev även flera böcker om film.

## Filmografi
- 1922 – En vikingafilm (Odens gemål)